# Rik De Bruycker
Rik De Bruycker (1995, Sint-Niklaas) is een Belgische radiopresentator en DJ. Hij is te horen op Studio Brussel, Jam en Radio 1.
De Bruycker volgde een Master Radio aan het RITCS.
De Bruycker begon bij Studio Brussel als reporter bij het muziekmagazine Zender en presenteerde enkele jaren Eigen Kweek, later  #ikluisterbelgisch, op de zender, een programma dat zich focust op Belgische muziek. Sinds 2021 is hij elke zondag op Studio Brussel te horen met z'n eigen muzikale selectie en is hij het gezicht van het muziekconcours De Nieuwe Lichting. 
Bij de Belgische Franstalige zender Jam presenteert hij sinds september 2022 elke vrijdagavond een eigen programma gericht op nieuwe muziekreleases.
- MusicBrainz: ca7c1755-29fd-4a69-ba99-42e022b82fc2